# Игнатьево (Сергиево-Посадский район)
Игнатьево — деревня в Сергиево-Посадском районе Московской области России, входит в состав городского поселения Пересвет.

## Население
| 1859 | 1895 | 1905 | 1926 | 2002 | 2006 | 2010 |
| ---- | ---- | ---- | ---- | ---- | ---- | ---- |
| 227  | ↗246 | ↘215 | ↗303 | ↘20  | ↗27  | ↘22  |

## География
Деревня Игнатьево расположена на севере Московской области, в восточной части Сергиево-Посадского района, примерно в 66 км к северу от Московской кольцевой автодороги и 13 км к северу от станции Сергиев Посад Ярославского направления Московской железной дороги.
В 7 км юго-восточнее деревни проходит Ярославское шоссе М8, в 5 км к югу — Московское большое кольцо А108, в 35 км к западу — автодорога Р112. Ближайшие населённые пункты — город Пересвет, село Сватково и деревня Рогачёво.
К деревне приписано восемь садоводческих товариществ (СНТ).
Связана автобусным сообщением с городами Краснозаводском, Пересветом и Сергиевым Посадом (маршруты № 23, 56).

## История
В «Списке населённых мест» 1862 года — казённая деревня 2-го стана Александровского уезда Владимирской губернии по левую сторону Ярославского шоссе от границы Дмитровского уезда к Переяславскому, в 30 верстах от уездного города и 27 верстах от становой квартиры, при колодцах, с 37 дворами и 227 жителями (105 мужчин, 122 женщины).
По данным на 1895 год — деревня Рогачёвской волости Александровского уезда с 246 жителями (124 мужчины, 122 женщины). Основным промыслом населения являлось хлебопашество, в зимнее время женщины и подростки занимались размоткой шёлка и клеением гильз, 34 человека уезжали на отхожий промысел на фабрики и заводы Александровского уезда.
По материалам Всесоюзной переписи населения 1926 года — деревня Рогачёвского сельсовета Рогачёвской волости Сергиевского уезда Московской губернии в 3,2 км от Ярославского шоссе и 14,9 км от станции Сергиево Северной железной дороги; проживало 303 человека (146 мужчин, 157 женщин), насчитывалось 64 хозяйства (62 крестьянских).
С 1929 года — населённый пункт Московской области в составе:
- Сватковского сельсовета Сергиевского района (1929—1930)[14],
- Сватковского сельсовета Загорского района (1930—1954)[15],
- Наугольновского сельсовета Загорского района (1954—1963, 1965—1991)[15][16][17],
- Наугольновского сельсовета Мытищинского укрупнённого сельского района (1963—1965)[16],
- Наугольновского сельсовета Сергиево-Посадского района (1991—1994)[17],
- Наугольновского сельского округа Сергиево-Посадского района (1994—2006)[18],
- городского поселения Пересвет Сергиево-Посадского района (2006 — н. в.)[19][20].